# Steven van Eeden
Steven van Eeden (ur. 26 stycznia 1977) – południowoafrykański zapaśnik walczący w obu stylach. Czwarty na igrzyskach afrykańskich w 2003. Zdobył pięć medali na mistrzostwach Afryki w latach 2001 – 2003 roku.